# Canton de Mayenne-Est
Le canton de Mayenne-Est est une ancienne division administrative française située dans le département de la Mayenne et la région Pays de la Loire.

## Représentation

### Conseillers généraux de 1833 à 2015
| Période | Période          | Identité                                    | Étiquette           | Qualité |
| ------- | ---------------- | ------------------------------------------- | ------------------- | --- |
| 1833    | 1848             | Charles Desjardins                          |                     | Entrepreneur de roulage à Mayenne et cultivateur                                                                                   |
| 1848    | 1852             | Louis Bigot                                 |                     | Maître de forges, maire d'Aron, député (1846-1848), représentant du peuple aux assemblées constituante et législative de 1848-1849 |
| 1852    | 1861             | Romain Girard                               |                     | Juge au tribunal civil de Mayenne, conseiller d'arrondissement du canton d'Ambrières-les-Vallées                                   |
| 1861    | 1871             | Baron Thomas Mercier                        | Majorité dynastique | Préfet de la Manche et de l'Oise, mis à la retraite en 1848, député (1852-1870)                                                    |
| 1871    | 1876 (démission) | Adolphe-Marie Féron                         |                     | Fabricant de tissus à Mayenne |
| 1876    | 1887 (décès)     | Henri Gandais                               | Républicain         | Médecin, maire de Mayenne (1848-1850, 1850-1873 et 1877-1887), sous-préfet de Mayenne (1870-1871)                                  |
| 1887    | 1889             | Ferdinand Lambert                           |                     | Entrepreneur à Mayenne |
| 1889    | 1929 (décès)     | César Léon Chabrun                          | Républicain rallié  | Médecin à Mayenne |
| 1929    | 1932 (démission) | César Hippolyte Chabrun (fils du précédent) | PRS puis PSF        | Professeur de droit, sous-secrétaire d'État à l'enseignement technique (21 au 25 février 1930), député (1919-1932)                 |
| 1932    | 1940             | Emmanuel Placé                              | RG                  | Vétérinaire à Mayenne |
|         |                  |                                             |                     | |
| 1945    | 1949             | Jules Filoche                               | Rad.                | Commerçant à La Chapelle-au-Riboul, ancien conseiller d'arrondissement                                                             |
| 1949    | 1975 (décès)     | Lucien de Montigny                          | MRP puis CDP        | Avocat, sénateur (1965-1974), maire de Mayenne (1947-1971)                                                                         |
| 1975    | 1979             | Henri Hubert                                | DVD                 | Industriel en machines agricoles, maire d'Aron                                                                                     |
| 1979    | 1981 (décès)     | René Boullier de Branche                    | UDF-PR              | Cadre, Député (1978-1981) |
| 1981    | 1996 (décès)     | Michel Scheer                               | UDF-PR              | Vice-président du conseil régional                                                                                                 |
| 1997    | 2004             | Yolande Scheer (épouse du précédent)        | UDF-PR puis UMP     | Chef d'entreprise, adjointe au maire de Moulay                                                                                     |
| 2004    | 2011             | Jean-Pierre Bernard-Hervé                   | PS                  | Directeur-adjoint au Centre hospitalier, maire-adjoint de Mayenne                                                                  |
| 2011    | 2015             | Grégory Heurtebize                          | DVD                 | Fonctionnaire, maire de La Bazoge-Montpinçon                                                                                       |

### Conseillers d'arrondissement (de 1833 à 1940)
| Période                                  | Période      | Identité                                   | Étiquette   | Qualité |
| ---------------------------------------- | ------------ | ------------------------------------------ | ----------- | --- |
| 1833                                     | 1836         | M. Duval                                   |             | Chef d'escadron en retraite, maitre de forges, propriétaire à Aron                                          |
| 1836                                     | 1842         | Désiré Richer                              |             | Marchand de toiles à Mayenne                                                                                |
| 1842                                     | 1848         | Louis Christophe Bigot                     |             | Maitre de forges à Aron                                                                                     |
| 1848                                     | 1855         | Mathurin Godefroy                          |             | Notaire à Mayenne                                                                                           |
| 1855                                     | 1878         | Eugène Moullin de La Blanchère (1816-1885) |             | Maire de Grazay                                                                                             |
| Déc.1878                                 | 1881 (décès) | Henri Gandais (1843-1881)                  | Républicain | Docteur-médecin à Mayenne                                                                                   |
| 1881                                     | 1892         | René Henry                                 |             | Manufacturier (filateur de chanvre) à Aron                                                                  |
| 1892                                     | 1910         | Paul-Louis Romagné                         |             | Négociant, adjoint au maire de Mayenne, président du conseil d'arrondissement                               |
| 1910                                     | 1922         | Albert Lelièvre                            | Républicain | Négociant en grains, maire de Commer                                                                        |
| 1922                                     | 1940         | Jules Filoche                              | Radical     | Commerçant à La Chapelle-au-Riboul                                                                          |
| 1940                                     |              |                                            |             | Les conseils d'arrondissement ont été suspendus par la loi du 12 octobre 1940 et n'ont jamais été réactivés |
| Les données manquantes sont à compléter. |              |                                            |             | |

Source : Répertoire numérique des annuaires administratifs de la Mayenne. https://archives.lamayenne.fr/archives-en-ligne/ead.html?id=FRAD053_2NUM242&c=FRAD053_2NUM242_e0000017&qid=
Le canton participe à l'élection du député de la troisième circonscription de la Mayenne.

## Composition

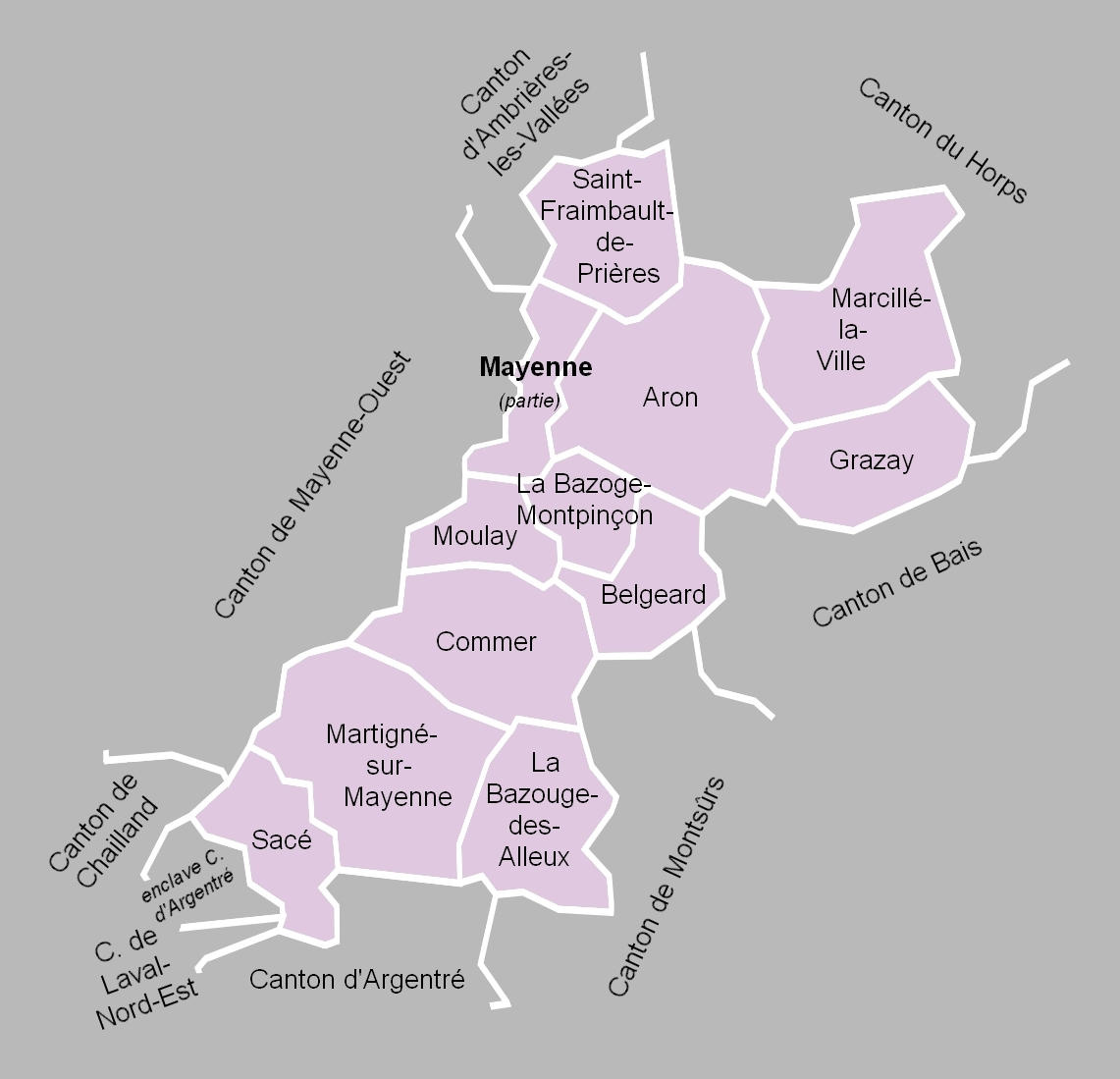
La carte des communes du canton. Les cantons limitrophes étaient ceux de Mayenne-Ouest, d'Ambrières-les-Vallées, du Horps, de Bais, de Montsûrs, d'Argentré, de Laval-Nord-Est et de Chailland.

Le canton de Mayenne-Est comptait 16 621 habitants en 2012 (population municipale) et se composait d’une fraction de la commune de Mayenne et de onze autres communes :
- Aron ;
- La Bazoge-Montpinçon ;
- La Bazouge-des-Alleux ;
- Belgeard ;
- Commer ;
- Grazay ;
- Marcillé-la-Ville ;
- Martigné-sur-Mayenne ;
- Mayenne (fraction) ;
- Moulay ;
- Sacé ;
- Saint-Fraimbault-de-Prières.

La partie de la commune de Mayenne comprise dans ce canton était celle située à l'est de la rivière Mayenne.
À la suite du redécoupage des cantons pour 2015, les communes d'Aron, La Bazoge-Montpinçon, Belgeard, Commer, Grazay, Marcillé-la-Ville, Martigné-sur-Mayenne, Moulay et Saint-Fraimbault-de-Prières sont rattachées au canton de Lassay-les-Châteaux, la commune de La Bazouge-des-Alleux à celui d'Évron, la commune de Mayenne entièrement à celui de Mayenne et la commune de Sacé à celui de Bonchamp-lès-Laval.
Contrairement à beaucoup d'autres cantons, le canton de Mayenne-Est n'incluait aucune commune supprimée depuis la création des communes sous la Révolution.

## Démographie
| 1962 | 1968 | 1975 | 1982 | 1990   | 1999   | 2006   | 2011   | 2012   |
| ---- | ---- | ---- | ---- | ------ | ------ | ------ | ------ | ------ |
| -    | -    | -    | -    | 13 977 | 14 574 | 15 840 | 16 470 | 16 621 |